# Gozdowice
Gozdowice (niem. Güstebiese) – wieś w Polsce położona w województwie zachodniopomorskim, w powiecie gryfińskim, w gminie Mieszkowice, nad Odrą.
W latach 1975–1998 miejscowość administracyjnie należała do województwa szczecińskiego.

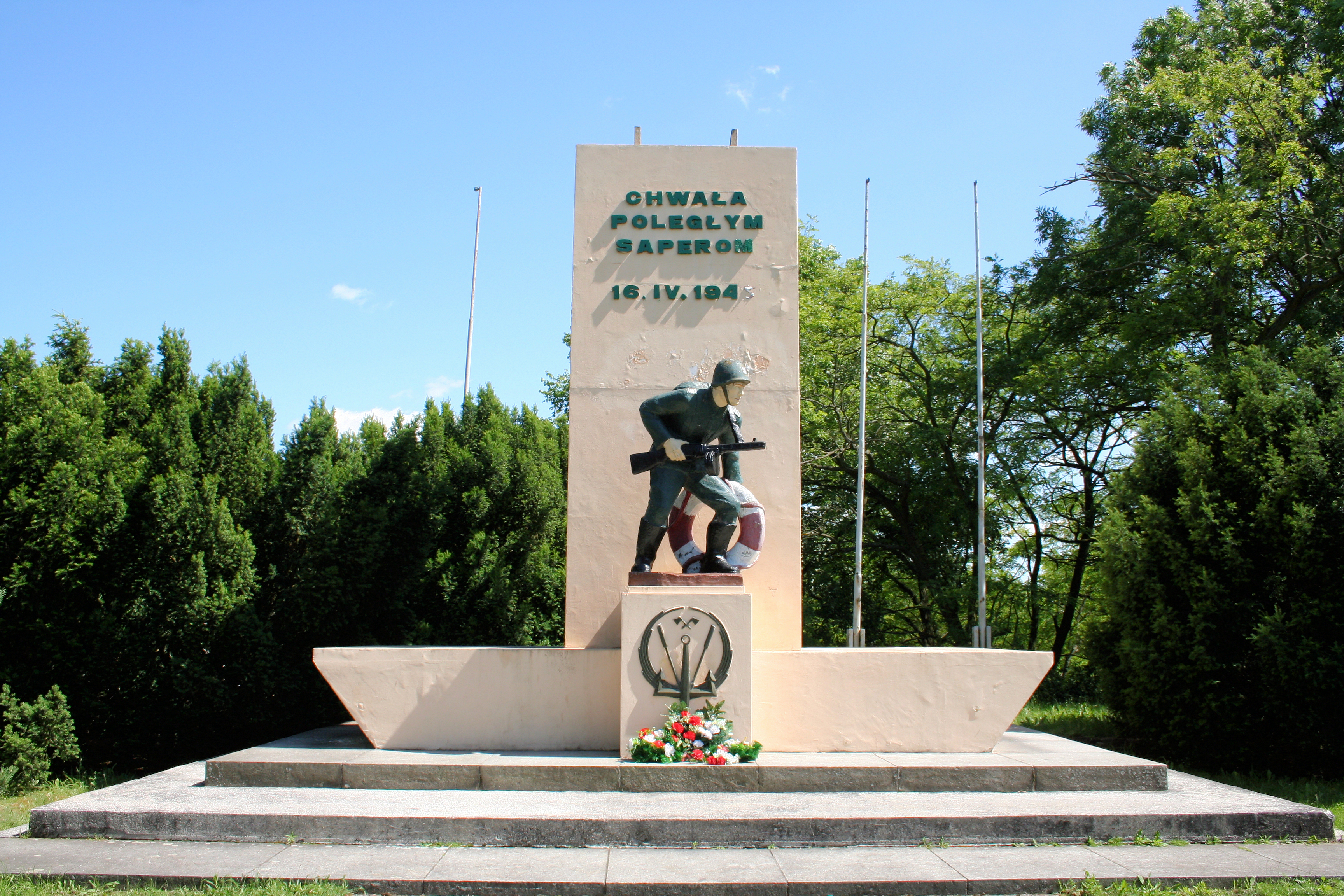
Pomnik sapera

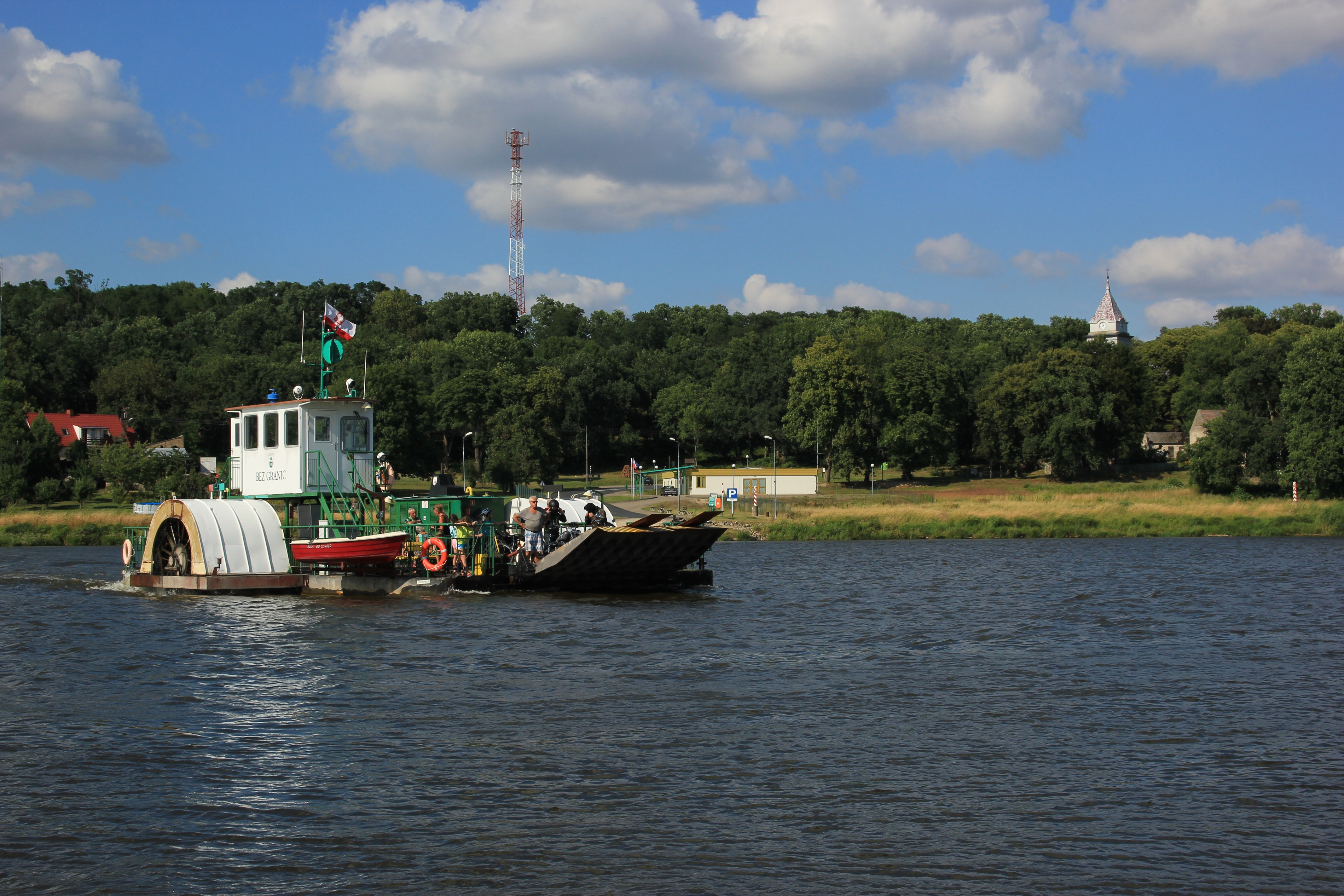
Przeprawa promowa przez Odrę

## Nazwa
Ewolucja nazwy: Gustebis 1337

## Historia
- Kultura łużycka (1300–400 lat p.n.e.) – prawdopodobne istnienie osadnictwa z tego okresu, na co wskazują znaleziska na terenie wsi w postaci 2 siekierek ze skrzydełkami
- Poł. XIII w. – Ziemia Chojeńska należy do biskupów brandenburskich
- 1267 – biskupi brandenburscy odstępują Ziemię Chojeńską margrabiom brandenburskim
- 1320 – wygaśnięcie dynastii Askańczyków wraz ze śmiercią nieletniego margrabiego Henryka
- 1320–1323 – Ziemia Chojeńska we władaniu książąt pomorskich
- 1323 – władzę w Nowej Marchii obejmują Wittelsbachowie
- 18.06.1336 – bracia Henning, Tydeko, Petrus i Johannes de Gustebis otrzymują jedną czwartą wsi od margrabiego Ludwika Starszego[5]
- 1337 – wzmianka w księdze ziemskiej margrabiego brandenburskiego Ludwika Starszego pod nazwą Gustebis; słowiańska wieś rybaków, bez ziemi[6].
- 1402 – ziemie Nowej Marchii sprzedane Zakonowi krzyżackiemu
- 1433 – po wygaśnięciu rodu de Gustebis wieś staje się własnością Zakonu krzyżackiego
- 1455 – elektor Fryderyk II bierze Nową Marchię w zastaw za 100 000 florenów
- 1466 – wieś nabyta przez Joannitów, wchodzi w skład ich majątku zakonnego w Golicach
- 1477 – obrabowanie kupców wrocławskich płynących Odrą przez rycerzy-rabusiów, zamieszkujących Gozdowice
- 1538 – na terenie Nowej Marchii wprowadzono protestantyzm jako religię obowiązującą
- XVII w. – główne zajęcia mieszkańców to hodowla bydła i rybołówstwo, rolnictwo nie rozwija się ze względu na słabe gleby
- 1655 – kościół wzmiankowany jako parafialny
- 1701 – Ziemia Chojeńska dostaje się pod panowanie króla pruskiego Fryderyka Wilhelma I
- 1724 – wzmianka o naprawie kursującego promu na Odrze w Güstebiese; do robót zużyto siedem dębów.
- 1730 – gruntowny remont kościoła; ufundowanie ołtarza
- 1746 – król Fryderyk Wilhelm II zarządza roboty melioracyjne na Odrze
- 1747 – rozpoczęto budowę kanału głównego; nowe koryto rzeki przekopano najkrótszą drogą z Güstebiese do Hohensaathen (drogę skrócono z 45 do 19 km).
- Poł. XVIII w. – na zmeliorowanych terenach o dł. ok. 60 km i szerokości ok. 10 km na zachodnim brzegu rzeki zakładane są nowe osady, kolonizowane przybyszami z Austrii, Palatynatu, a także z Polski. Ogółem założono 33 wioski, w tym Güstebieser Loose – rolniczą część Güstebiese. Osadnicy otrzymują specjalne przywileje; kolonizacja ta jest największą na Ziemi Chojeńskiej od czasów średniowiecznej.
- 1750 – kościół staje się filią parafii w Starych Łysogórkach
- 02.07.1753 – Odrę skierowano do nowego kanału-koryta, nazwanego Nową Odrą
- 23.08.1758 (wojna siedmioletnia) – Fryderyk II przeprawia mostem pontonowym swoją armię liczącą 36 tysięcy żołnierzy na prawy brzeg Odry na wysokości Gozdowic i poprzez Czelin kieruje się na Dębno
- 25.08.1758 – bitwa pod Sarbinowem
- 1806-1807 – Ziemia Chojeńska pod okupacją wojsk napoleońskich; na mocy traktatu w Tylży w dniu 12.07.1807 wojska francuskie opuszczają terytorium państwa pruskiego z wyjątkiem niektórych ważniejszych twierdz, pod warunkiem spłaty bądź zabezpieczenia nałożonej na Prusy kontrybucji wojennej
- 1812 – Wielka Armia Napoleońska przeprawiała się przez Odrę m.in. w Güstebiese
- 1815 – uruchomiono stałe połączenie promowe łączące wieś Güstebiese z osadą Güstebieser Loose; ożywienie gospodarcze, powstają 3 nowe młyny, 2 małe stocznie i port przeładunkowy dla zboża, bydła i paszy dla zwierząt.
- Ok. 1820 – utworzono cmentarz na płn. skraju wsi, po prawej stronie drogi do Morynia; od XIII w. do tego czasu miejscem pochówku był teren przy kościele
- 1840 – generalna rozbudowa kościoła
- 1854 – założenie Posterunku Wodnego (na 645,3 km Odry], dokonującego pomiarów hydrologicznych i meteorologicznych oraz oznakowań szlaków żeglownych
- 1855 – powódź
- 1871–1918 – Ziemia Chojeńska w ramach zjednoczonej Drugiej Rzeszy Niemieckiej
- 1904 – od strony zach. dobudowano do kościoła wieżę o wysokości 25 m
- Ok. 1918 – utworzono nowy cmentarz po drugiej stronie moryńskiej drogi, obwiedziony murem, z akacjowymi alejami w kształcie krzyża
- Lata 20. i 30. XX w. – wieś liczy ok. 1382 ha ziemi. Administracyjnie należą do niej również Güstebieser Loose, Dom przy przeprawie promowej (Fährhaus) i Dom przy szosie (Chausseehaus). Prom łączy obie części wioski po obu stronach Odry – na prawy brzeg przeprawiano się do kościoła, szkoły, teatru, stacji paliw, licznych sklepów i warsztatów rzemieślniczych. Wieś ma urząd stanu cywilnego i pocztę, kąpielisko, restauracje i pensjonaty. Niewielka odległość od Berlina i walory przyrodnicze okolicy decydują o tym, że Güstebiese stają się miejscowością wypoczynkową berlińczyków. Ostatnim niemieckim burmistrzem jest Franz Ruckheim.
- 1930 – wybudowano kaplicę na nowym cmentarzu
- 1933 – Gozdowice przyjmują 20 000 ludzi na 175 rocznicę przekroczenia Odry przez armię Fryderyka II przed bitwą pod Sarbinowem
- 1940 – kra niszczy częściowo Dom przy przeprawie promowej (Fährhaus), następnie odbudowany
- 07.02.1945 – zajęcie wsi przez 5 Armię 1 Frontu Białoruskiego[7], niewielkie zniszczenia.
- 16–20.04.1945 – forsowanie Odry; saperzy 1 Armii Wojska Polskiego budują most pontonowy (dł. 275 m i nośność 16 ton) przez Odrę
- Lato 1945 – pierwsza fala powojennego osadnictwa, obejmująca powracających z robót w Niemczech
- 02.08.1945 – uchwały poczdamskie, ustalające granicę zachodnią Polski na Odrze i Nysie; wieś ulega podziałowi – Güstebieser Loose pozostają w Niemczech, zaś prawobrzeżne Güstebiese (już pod nazwą Gozdowice) znajdują się na terenie Rzeczypospolitej Polskiej.
- 1946 – kolejna fala osadnictwa, przybywają repatrianci z Kresów Wschodnich. Uruchomienie Nadzoru Wodnego.
- 25.05.1947 – poświęcenie kościoła jako świątyni rzymskokatolickiej
- 16.04.1952 – odsłonięcie Pomnika Sapera
- 1956 – wieś zelektryfikowano
- Lata 60. XX w. – w Gozdowicach mieści się składnica i punkt przeładunku drewna kopalnianego na płynące Odrą barki
- 16.04.1965 – utworzenie Muzeum Wojsk Inżynieryjnych 1 Armii Wojska Polskiego. W wiecu ludności bierze udział Prezes ZBoWiD Mieczysław Moczar „Mietek”[8].
- Lata 60. i 70. XX w. – niezamieszkane domy przeznaczono do rozbiórki, uzyskując materiały budowlane na odbudowę miast w centralnej Polsce lub na naprawę ostróg odrzańskich
- 1972 – pomnikowi Sapera nadano obecny wygląd, projekt Czesław Piotrowski
- 1997 – powódź
- 20.10.2007 – otwarcie promowego przejścia granicznego Gozdowice-Güstebieser Loose, łączącego części wioski po obu stronach Odry; prom „Bez granic”, bocznokołowy o napędzie hydrauliczno-mechanicznym, wybudowany w stoczni RENOD w Dobrzeniu Wielkim, koszt ok. 1,8 mln zł pokryty ze środków funduszu unijnego INTERREG IIIA (70%), niemieckiego samorządu Barnim Oderburg (100 tys. zł) oraz gminy Mieszkowice (500 tys. zł).

## Ludność
| Rok  | Ludność |
| 1800 | 1000    |
| 1933 | 1132    |
| 1939 | 1081    |
| 2005 | 123     |
| 2021 | 92      |

## Gospodarka
- Nadzór Wodny – placówka należącą do Regionalnego Zarządu Gospodarki Wodnej w Szczecinie. Dokonuje się tu m.in. codziennych pomiarów stanu wody Odry, pomiarów temperatury wody, czystości, obserwacji zjawisk lodowych na rzece, oraz innych elementów hydrologicznych, klimatologicznych i meteorologicznych.
- Leśnictwo Gozdowice – należy do Nadleśnictwa Mieszkowice

## Wyznania
- Kościół pw. Niepokalanego Poczęcia Najświętszej Maryi Panny z 1840, wieża dobudowana w 1904 – filialny parafii rzymskokatolickiej w Czelinie[10]
- Zbór Kościoła Bożego w Chrystusie

## Atrakcje turystyczne

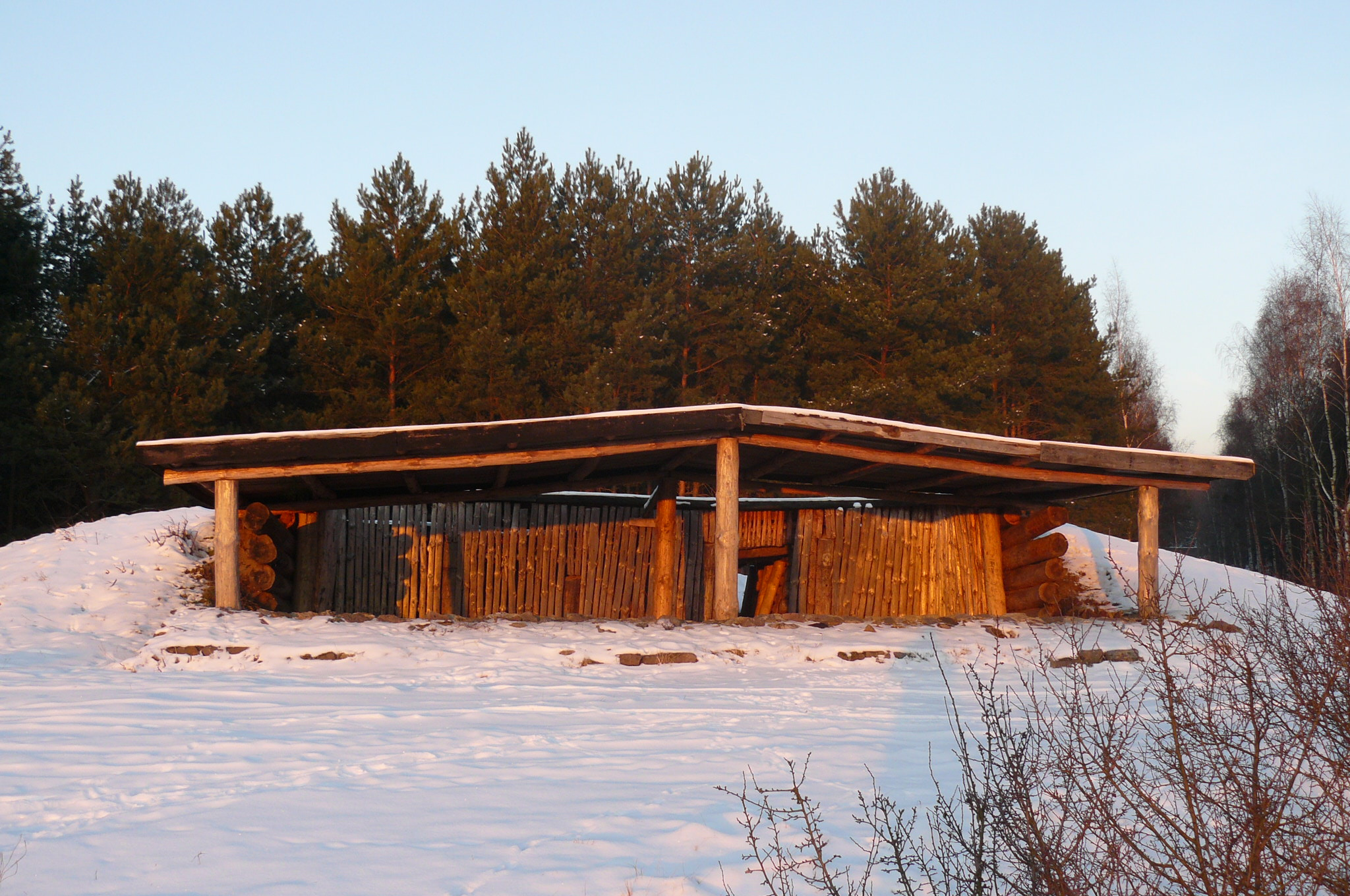
Punkt widokowy w miejscu bunkra obserwacyjnego Wojska Polskiego w 1945

- Kościół Niepokalanego Poczęcia Najświętszej Maryi Panny
- Muzeum Wojsk Inżynieryjnych 1 Armii Wojska Polskiego – utworzone 16.04.1965 w budynku, który w 1945 mieścił siedzibę dowodzenia szefa wojsk inżynieryjnych 1 Armii Wojska Polskiego i dowódcy 6 Batalionu Pontonowo-Mostowego gen. Jerzego Bordziłowskiego. Znajdują się w nim pamiątki wojsk inżynieryjnych 1 Armii WP, mapy frontu, modele oraz oryginalne łodzie, pontony i amfibia GAZ-46 MAW.
- Pomnik Sapera – odsłonięty w 1952, obecny wygląd nadano w 1972; w pobliżu dwa drzewa – Biały Fryc (morwa biała) i Czarny Fryc (morwa czarna).
- Głaz-pomnik poległych w wojnie austriacko-pruskiej w 1866 i w wojnie francusko-pruskiej 1870.
- Pomnik poświęcony żołnierzom organizującym przeprawę w 1945 r., przy drodze (zwanej „Drogą śmierci”) wiodącej z muzeum do Odry; postawiony w 1983.
- Kamienna „Ściana chwały” z mapą Polski, usytuowana przy drodze do Starych Łysogórek
- Punkt widokowy, w miejscu historycznego punktu obserwacyjnego Wojska Polskiego w 1945.